# Lycoris radiata
O lirio-da-aranha-vermelha (Lycoris radiata) é uma planta da família Amaryllidaceae, pertencente à subfamília Amaryllidoideae. Originária da China, foi introduzida no Japão e de lá foi levada para os Estados Unidos e para outros países. Floresce no final do verão ou no outono, muitas vezes em resposta a fortes chuvas. Seu nome vulgar, lírio do furacão, se refere a esta característica, assim como fazem seus demais nomes vulgares, tais como o lírio da ressurreição, estes podem ser utilizados para nomear as plantas do género como um todo.

## Descrição

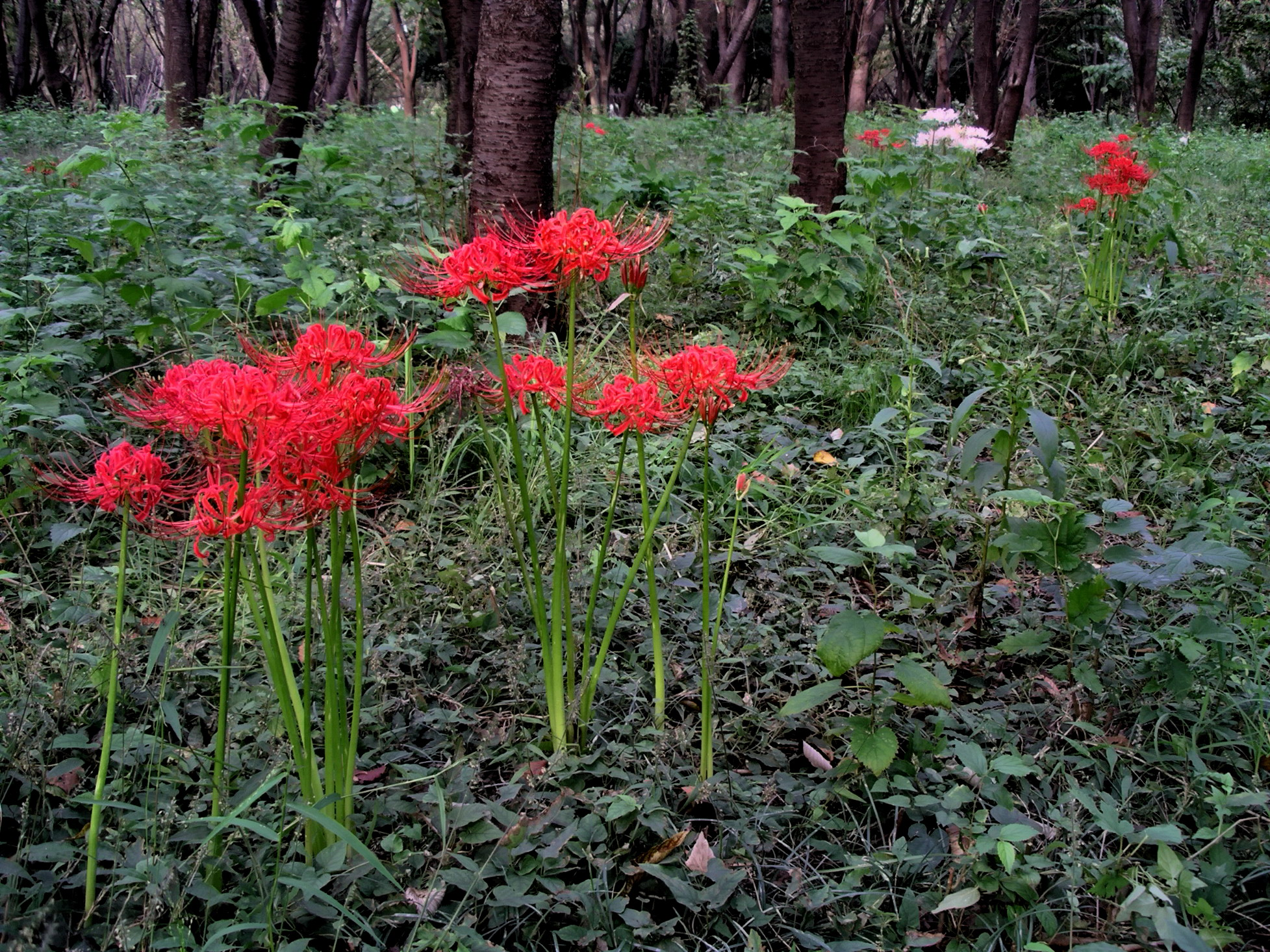

A Lycoris radiata é uma planta perene e bulbosa. Ela geralmente floresce antes que suas folhas apareçam totalmente, suas flores crescem sobre hastes que medem de 30 a 70 centímetros de altura. Suas folhas tem lados paralelos, com largura de 0,5 a 1 cm, com uma faixa central mais pálida. As flores vermelhas estão dispostas em umbelas. Suas flores individuais são irregulares, com segmentos estreitos que se curvam para trás, e longos estames salientes.

## Taxonomia
A espécie original da Lycoris radiata é, presumivelmente, a L. radiata var. pumila, que ocorre apenas na China. É um organismo diplóide, com 11 pares de cromossomos e é capaz de se reproduzir por meio de sementes. As formas triplóides, com 33 cromossomos, são conhecidas como L. radiata var. radiata. Esta variedade é comum na China e no Japão, de onde a espécie foi levada para ser cultivada na América e em outros lugares. As formas triplóides são estéreis e apresentam reprodução vegetativa, por meio de bulbos. As espécies triplóides japonesas são geneticamente uniformes. Tem sido sugerido que elas foram introduzidas no Japão pela China, juntamente com a cultura de arroz.
Em análises filogenéticas com base nos genes do cloroplasto, Hori et al. descobriu que todas as outras espécies de Lycoris que examinaram foram classificadas dentro da espécie Lycoris radiata. Eles sugerem que as "espécies" de Lycorispresentemente reconhecidas não podem ser distinguidas umas das outras.